# 井上晶博
井上 晶博（いのうえ あきひろ、1948年8月11日 - ）は、日本の経営者。倉敷紡績社長、会長を務めた。

## 来歴・人物
岡山県岡山市出身。1971年に慶應義塾大学商学部を卒業し、同年に倉敷紡績に入社。2001年6月に取締役に就任し、2003年6月に常務、2006年6月に専務を経て、2007年6月に社長に就任。2014年6月に会長を経て、2016年6月に相談役に就任。